# 條件 (編程)
在計算機科學中，條件运算式（英語：conditional expressions）、條件語句（英語：conditional statements）、或條件結構（英語：conditional constructs），是一種程式語言的功能，它可以用來決定當程式指定的布林運算值為真或假時，程式接下來將會採取的行動。

## 术语
在指令式编程中，通常稱為“條件語句”，又稱“條件陳述”，在函數式編程中，通常稱為“條件运算式”。

## if–then(–else)結構
一般形式为以下：
```
If ( <测试条件表达式> ) Then
    (<测试条件为真时的运行代码>)
Else
    (<测试条件为否时的运行代码>)
End If

```

在进入条件代码结构前，首先运算条件表达式以计算出条件测试结果，如果结果为真，则执行then或if及条件表达式之后（如果没有then关键字的话）至else或end if（如果没有else关键字的话）之间的代码，否则执行else至end if之间的代码。大部分编程语言支持可以省略else——也就是不存在测试结果为否的代码部分。
部分编程语言支持在测试结果为否的代码如果第一个指令依然是if–then(–else)結構，可以将该if合并入上一层的else中，即elseif结构。
```
If ( <第一测试条件表达式> ) Then
    (<第一测试条件为真时的运行代码>)
ElseIf ( <第二测试条件表达式> ) Then
    (<第一测试条件为否时，第二测试条件为真时的运行代码>)
Else 
    (<第二测试条件为否时的运行代码>)
End If

```

## 条件运算符
部分起源于BCPL程序设计语言的编程语言会支持类似<测试表达式>?<真的值>:<否的值>的条件运算符，作为表达式上的条件控制。